# Lago Conesus

Vista aerea del lago.

Il lago Conesus è uno tra i più piccoli e il più occidentale tra i Finger Lakes dello stato di New York, negli Stati Uniti. Come gli altri laghi di questo gruppo, è di origine glaciale e di forma allungata.
Originariamente circondato, come il resto dei Finger Lakes, da foreste, il lago è stato in seguito colonizzato, inizialmente attraverso seconde case estive; in seguito è diventato luogo di residenza permanente, soprattutto per pendolari in città vicine. I centri abitati principali sulle sue sponde sono Conesus, Geneseo, Groveland e Livonia.
Nei pressi del lago il clima è caratterizzato da inverni nevosi ed estati secche; il lago, durante l'inverno, ghiaccia regolarmente. La fauna del lago era formata principalmente da lucci, Micropterus dolomieui, persici trota, Sander vitreus, perche, Lepomis macrochirus e persici sole, fino all'arrivo dei Alosa pseudoharengus, che ha grandemente diminuito la quantità di pesci persici. Il lago è ancora luogo di pesca. La fauna del lago è stata, inoltre, la prima fuori dai Grandi Laghi a subire il VHS, un'infezione che ha causato la morte di molti pesci.